# Iso-Kuusivaara
Iso-Kuusivaara är ett naturreservat i Övertorneå kommun i Norrbottens län.
Området är naturskyddat sedan 1997 och är 4,4 kvadratkilometer stort. Reservatet omfattar bergen Iso-Kuusivaara och Kuusivaara och mindre myrmarker och lilla sjön Puittaanjärvi nedanför. Reservatet består av tallskog, granskog och sumpskog.